# Галнева (підрозділ окружного секретаріату)
Підрозділ окружного секретаріату Анурадхапура — підрозділ окружного секретаріату округу Анурадхапура, Північно-Центральна провінція, Шрі-Ланка. Складається з 30 Грама Ніладхарі.